# Hrabstwo Laurens (Georgia)

Piramida wieku hrabstwa

Hrabstwo Laurens – hrabstwo w USA, w stanie Georgia. Jego siedzibą administracyjną jest Dublin. Jest trzecim co do wielkości hrabstwem Georgii pod względem powierzchni.

## Miejscowości
- Cadwell
- Dexter
- Dublin
- Dudley
- East Dublin
- Montrose
- Rentz

## Sąsiednie hrabstwa
- Hrabstwo Johnson – północny wschód
- Hrabstwo Emanuel – północny wschód
- Hrabstwo Treutlen – wschód
- Hrabstwo Wheeler – południe
- Hrabstwo Dodge – południowy zachód
- Hrabstwo Bleckley – zachód
- Hrabstwo Wilkinson – północny zachód
- Hrabstwo Twiggs – północny zachód

## Demografia
Według spisu z 2020 roku liczy 49,6 tys. mieszkańców, co oznacza wzrost o 2,3% w porównaniu z poprzednim spisem z roku 2010. Według danych pięcioletnich z 2021 roku 59,4% to biali (57% nie licząc Latynosów), 37,3% czarnoskórzy lub Afroamerykanie, 1,7% miało rasę mieszaną, 1,1% Azjaci i 0,4% to rdzenna ludność Ameryki. Latynosi stanowili 3,2% populacji hrabstwa.

## Religia
W 2020 roku większość mieszkańców to protestanci (z dominacją baptystów, metodystów i zielonoświątkowców). Inne religie, to: katolicy (2%), świadkowie Jehowy (1,3%) i mormoni (1%).

## Polityka
Hrabstwo jest przeważająco republikańskie, gdzie w wyborach prezydenckich w 2020 roku, 63,8% głosów otrzymał Donald Trump i 35,5% przypadło dla Joe Bidena. 